# NGC 1129
NGC 1129 este o galaxie eliptică situată în constelația Perseu. A fost descoperită în 17 octombrie 1786 de către William Herschel. Se află la o distanță de 71,59 de megaparseci de Pământ.